# Буддизм в Індії

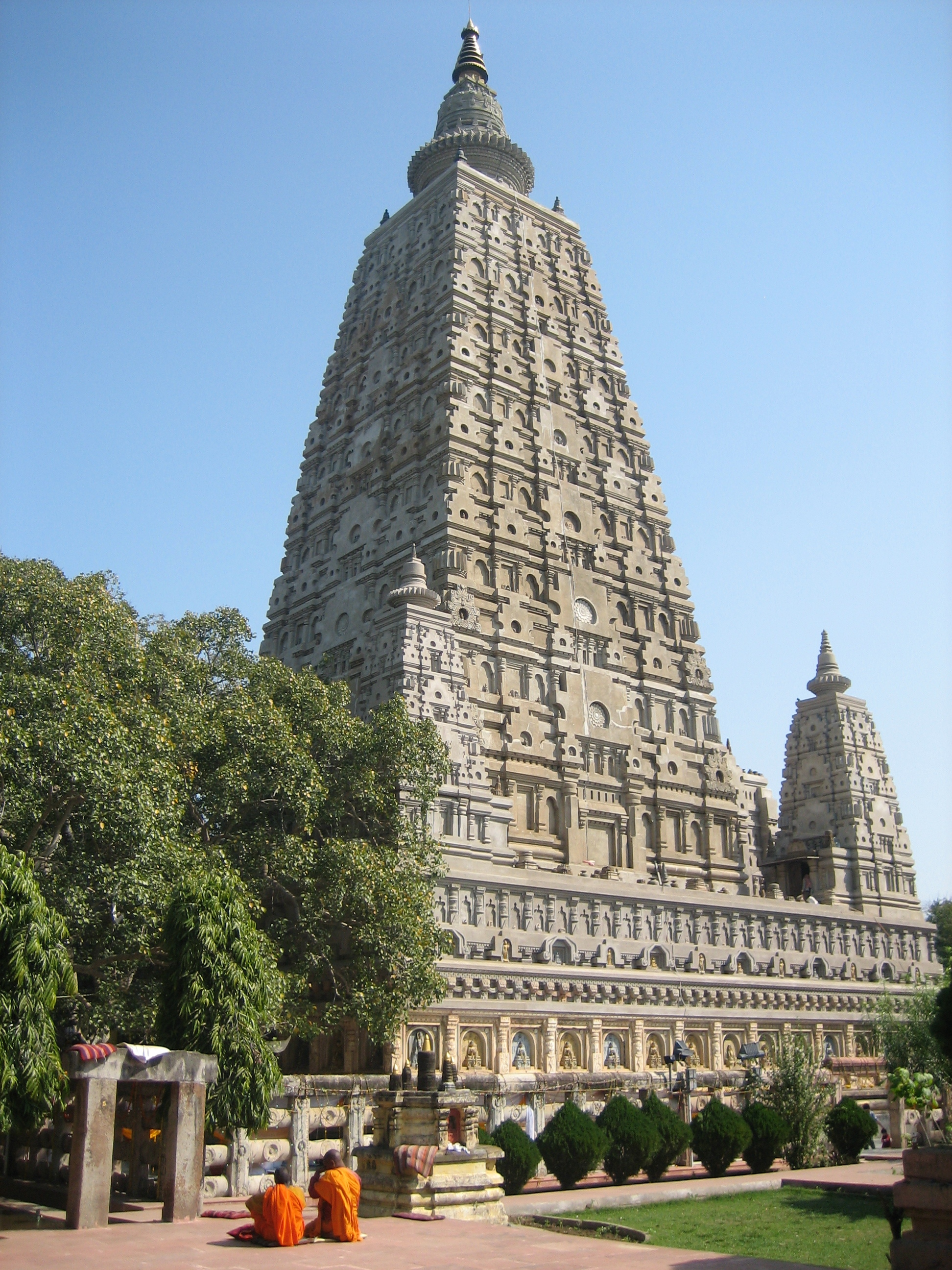
Храм Махабодхі, одне з чотирьох священних місць, що мають відношення до життя Будди Гаутами. Перший храм на цьому місці був побудований ще за імператора Ашоки в III столітті до н. е., тоді як існуючий зараз — у V—VI століттях н. е. Махабодхі — один з найбільш ранніх буддійськіх храмів, повністю побудованих з цегл, що залишилися в Індії після Імперії Гупта

Буддизм виник на півночі Індії. Його засновник — Сіддхартха Гаутама, Будда («Пробуджений») Шак'ямуні («Мудрець з роду Шак'я»). Вчення Будди досягло розквіту за часів правління царів Бімбісари, Ашоки, Менандри, Канішки і при їх підтримці. До того часу воно вже проникло в багато суміжних та віддалених країн, в тому числі Китай, Корею і Японію.
Після вторгнення в Індію мусульман в 712 році буддизм почав приходити на своїй батьківщині в занепад. У XIII столітті він остаточно втрачає свої позиції, чому сприяє т. н. «індуїстський ренесанс». Значна кількість буддистів зберігалося тільки в Гімалаях: в Ладакх, Аруначал-Прадеш і Сіккімі. В даний час до буддистів відносяться 0,7 % індійців.

## Сіддхартха Гаутама

Ашока чакра — одне з зображень Дхармачакри — колеса Дхарми. Зображено на сучасному прапорі Індії

Сіддхартха Гаутама вважається засновником буддизму. Сіддхартха був принцом стародавнього індійського князівства, тобто належав до варна кшатріїв.
Вставши на духовний шлях, Сіддхартха Гаутама, медитуючи під деревом Бодгі в містечку Бодх-Гая, знайшов Просвітлення. Ставши Пробудженим, він повідав світу способи отримати звільнення від сансари, уникаючи крайнощів аскези і гедонізму — серединний шлях.
Будда знайшов покровителя в особі правителя Магадхи, царя Бімбісара. Цар протегував буддизму і наказав створити безліч «віхар» (буддійських монастирів). Через велику кількість монастирів, регіон згодом був названий Біхара.
У парку поблизу Варанасі в Північній Індії (Сарнатх) Будда провів майже все своє земне життя. Там він давав своє вчення (Дгарма) численним учням. Вони разом з Буддою стали першою Сангхою — буддійською чернечою громадою.
Такі є Три Коштовності (Триратна) традиційного буддизму: Будда, Дгарма і Сангха.
Останні роки свого життя Будда подорожував по рівнині Гангу на північному сході Індії і по інших регіонах.
Помер Будда в джунглях Кушинагара.
Буддисти вважають його смерть досягненням Великої нірвани.

## Буддійський рух

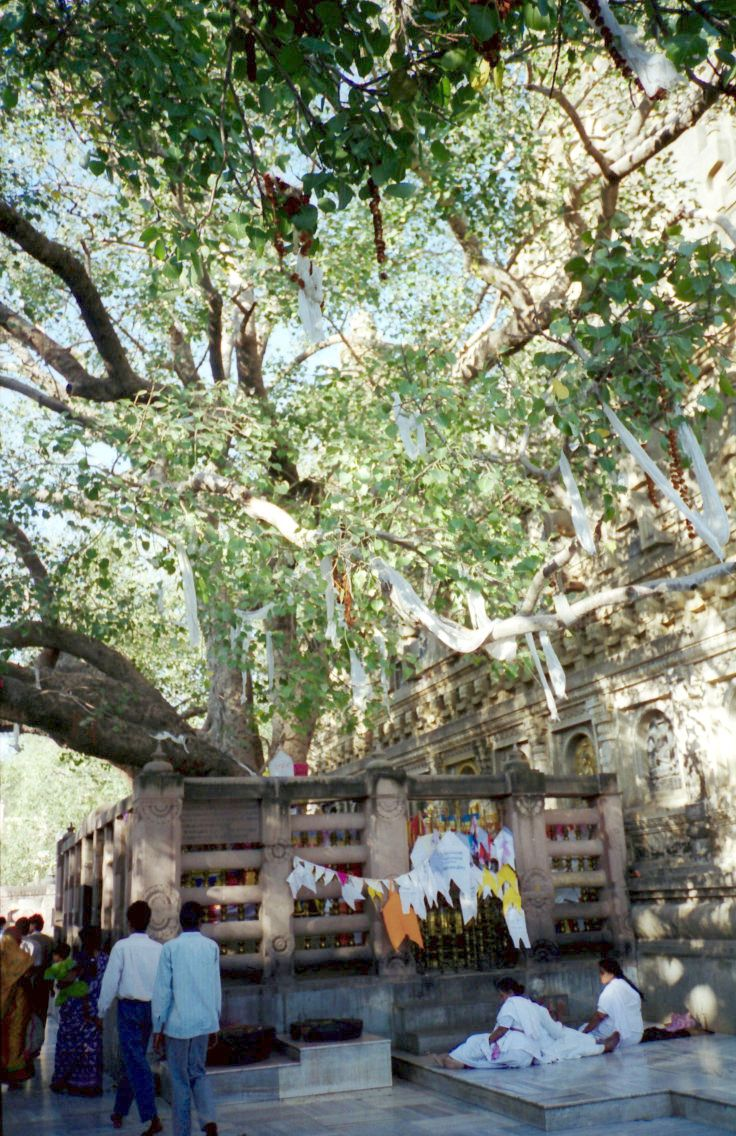
Дерево Бодгі в храмі Махабодгі. Виросло з насіння Шрі Маха Бодгі, яке в свою чергу виросло з насіння першого дерева Бодгі.

Будда не призначив собі наступника, лише побажав своїм послідовникам намагатися йти по шляху буддизму. Вчення Будди існувало тільки як передаваєме з уст в уста. Сангха продовжила своє існування, відбулося кілька буддистських соборів, в яких буддисти намагалися досягти повного взаєморозуміння у поглядах на доктрини і реальну практику буддизму.
Чернець Махакаш'япа головував на першому буддистському соборі, що відбувся в Раджгірі. Основним завданням було повторити знову слова Будди і узгодити монастирське навчання з буддизмом.
Другий собор проходив у Вайшалі. Метою його було вирішити неясність в самій можливості використання грошей, пиття пальмового вина та інших мирських речей у повсякденному житті монастиря. Думки розділилися; у підсумку рада вирішила, що всі ці речі суперечать монастирському життю.

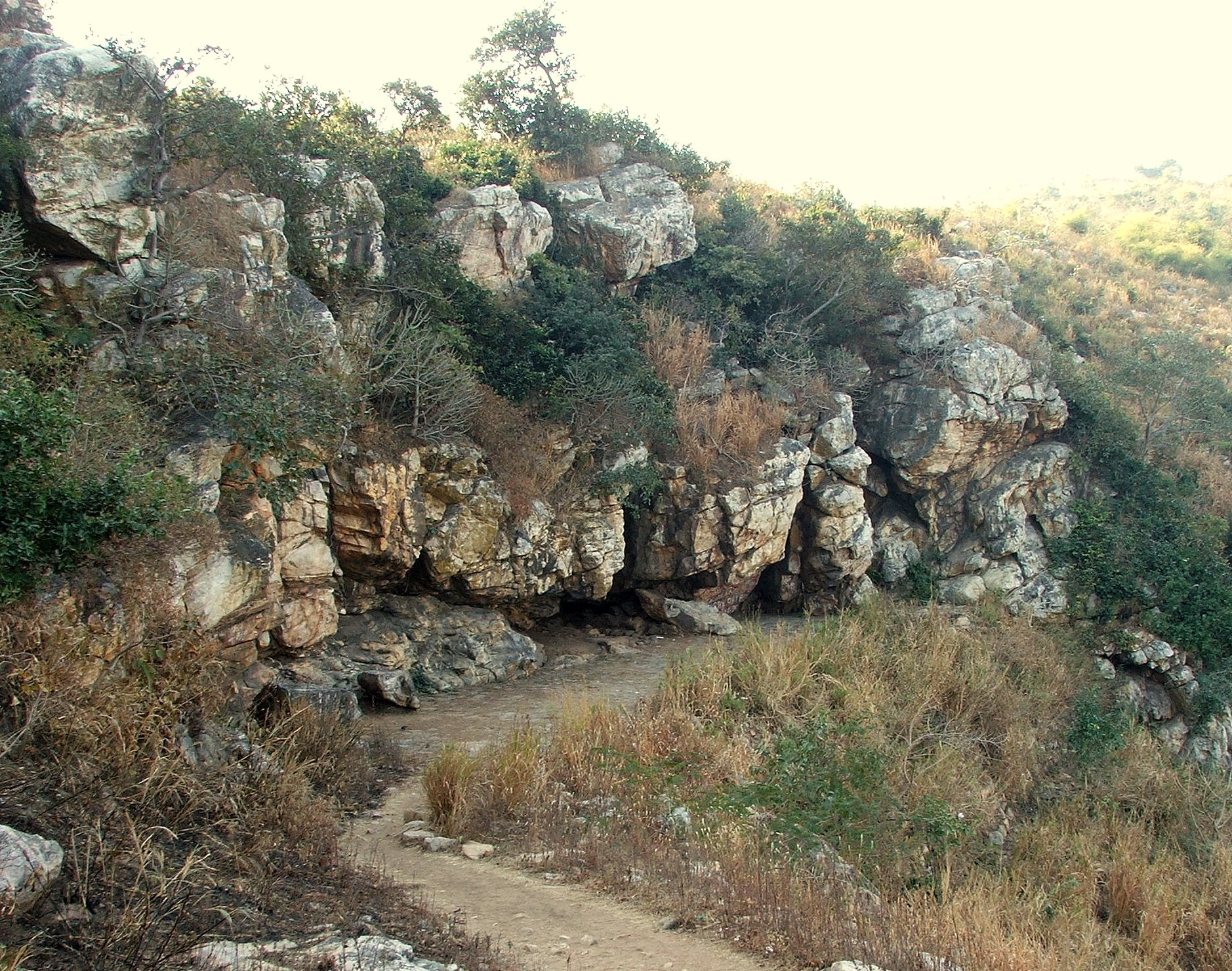
Печера Саттапанні в Раджгирі, в якій проходив перший буддистський собор

Зазвичай вважають, що третім буддистським собором, проведеним в Путні, ніби був скликаний царем Ашокою в III столітті до н.е. Організований ченцем Моггаліпутта Тісса, третій собор був скликаний для розгляду питання про зменшення чисельності приймаючих рішення буддистів. Більшість сучасних шкіл впевнені, що ці наради були призначені виключно для Тхеравади, і що питання про місіонерство на них не розповсюджувався.
Можливо, був ще й четвертий собор, рада школи Сарвастівада, який, як вважається, проводився під заступництвом імператора Канішки в Джаландхарі, хоча пізніше професор Ламотт намагався довести, що такого собору не було.
Це призвело до появи різних ранніх буддійських шкіл (у тому числі Тхеравади). Пізніше зросло значення махаянської і ваджраянської гілок буддизму.

### Ранні буддійські школи
Ранні буддійські школи проповідували швидше сектантський буддизм, в перші кілька століть після виникнення цього вчення відбулося його розщеплення на безліч дрібних напрямів. В основному ці школи орієнтувалися на першоджерело вчення, не беручи добавок Сутр махаяни. Як остаточну редакцію навчань Будди приймалася Тапітака (Трипітака).
- Тхеравада є єдиним плином раннього буддизму, яке збереглося на території Індії дотепер. Тхераваду сповідують в Шрі-Ланці, Бірмі, Таїланді, Камбоджі та Лаосі.
- Інша відома рання школа — Сарвастівада, багато доктрини якої збереглися в сучасному тибетському буддизмі. Сарвастівада була однією з гілок індійської Абгідгарми, і зіграла свою роль у становленні доктрини Йогачари. Звід чернечих правил Віная досі використовується в Тибеті, а також вплинув на правила буддистських монастирів в Китаї.

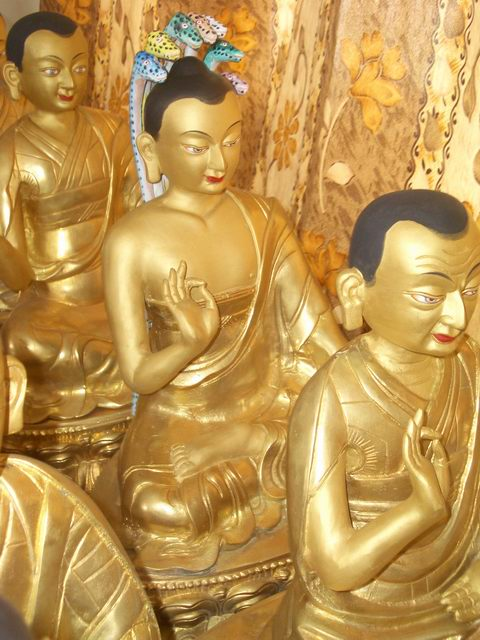
Статуя Нагарджуни в Куллу, Індія. Нагарджуна написав Муламадгамакакаріку (Основний вірш середнього шляху).

### Махаяна
Махаянская гілка буддизму популяризувала поняття Бодгісаттва (буквально істота пробудження) і поклоніння бодгісаттвам. Бодгісаттвою називають того, хто, досягнувши Нірвани, повертається в колесо перероджень, щоб допомогти іншим істотам набути просвітлення. Бодгісаттви, такі як Манджушрі, Авалокітешвара, Майтрея, стали одним з об'єктів поклоніння в Махаяні.
Махаяна включає наступні індійські школи:
- Мадг'яміка (середній шлях), заснована Нагарджуною і Ашвагхошею.
- Йогачара (тільки свідомість), заснована Асангою і Васубандгою.

### Ваджраяна
Ваджраяна (Алмазна колісниця) — традиція буддизму, яка виникла в Індії, Ланці і Уддіяні приблизно в IV ст. н. е.
В Індії і Шрі-Ланці в даний час практично не збереглася. Поширена в Тибеті, Непалі, Бутані (див. Тибетський буддизм), а також в Японії (школа Сінґон) і частково в Китаї та Тайвані (школа Мі-цзун).
Інші назви: Тантраяна, Мантраяна.

## Посилення буддизму в Індії

### АшокаіІмперія Маур'їв

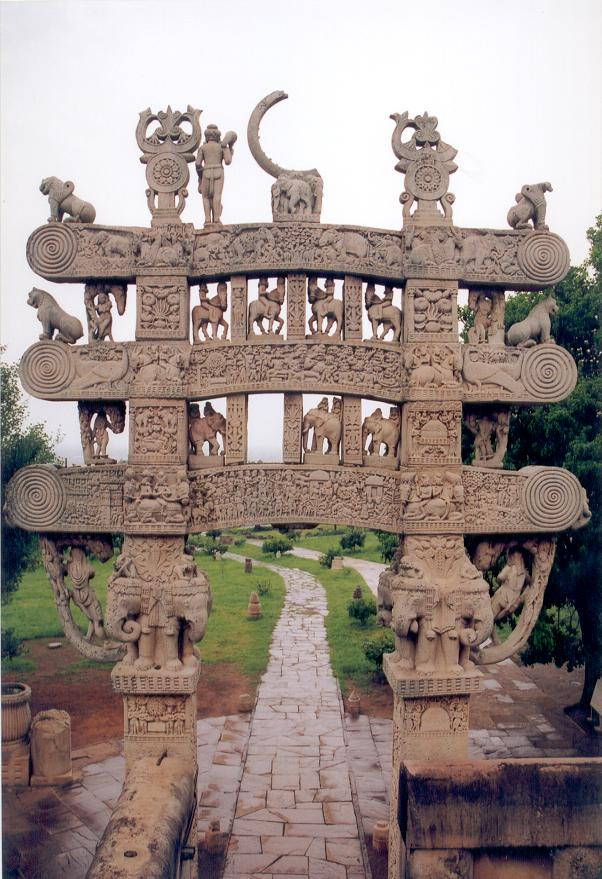
Північні ворота у велику ступу в Санчі.

Імперія Маур'їв досягла піку свого розквіту за часів правління імператора Ашоки, який звернувся до буддизму після битви при Калінгі. Імператор-буддист забезпечив довгий період стабільності в своїй державі. Імперія посилала ченців в інші країни для пропаганди буддизму. Посол Греції Мегастенес описував багатство столиці імперії Маур'їв. Ступи, колони та інші пам'ятки тієї епохи залишилися в Санчі, Сарнатхі і Матурі.
Імператор Ашока Великий (304 р. до н. е. — 232 р. до н. е.) був правителем імперії Маур'їв з 273 р. до н. е. до 232 р. до н. е.

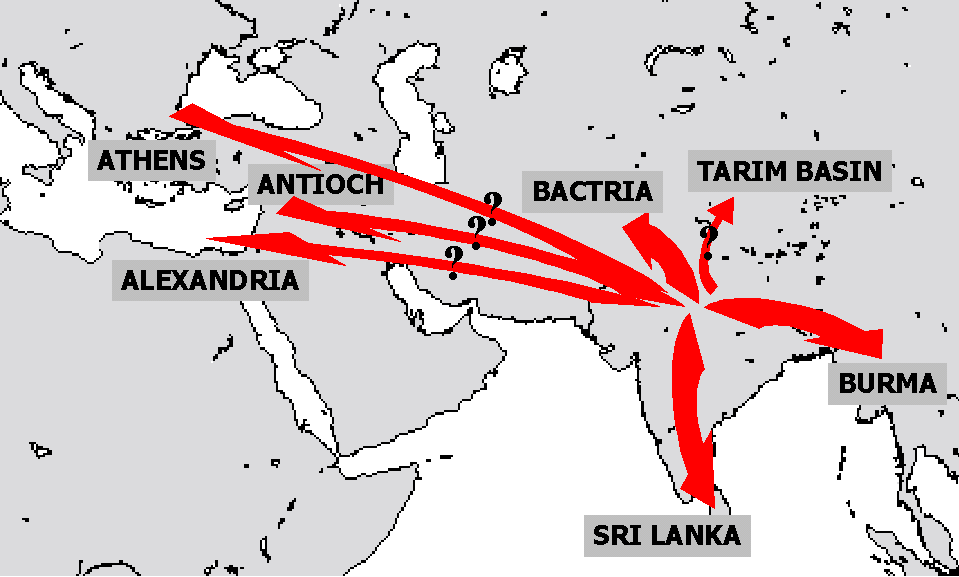
Новонавернений світ за часів Ашоки (260 — 218 р до н. е.), згідно з його наказом

Ашока став правити найбільшою по території індійською державою після низки вдалих військових кампаній. Царство імператора Ашоки простягалася від Південної Азії і далі, від сучасного Афганістану і частині Ірану на заході, до Бенгалу і Ассама на сході, а на півдні до Місоре.
Якщо вірити легендам, то імператор Ашока дивом переміг у Калингській битві, після якого і прийняв буддизм. Його наставниками були Радхасвамі та Манджушрі. Ашока звів пам'ятники, присвячені різним подіям життя Сіддхартхи Гаутами, і сприяв не лише збереженню, але й поширенню буддизму. Він користувався своїм становищем для поширення щодо нової філософії буддизму в багатьох країнах, навіть у таких далеких як Рим і Єгипет.

### Бактриана,племена саківтаІндійська парфія
Столицею Менандера I, одного з відомих імператорів-буддистів, спочатку була Таксила, а потім Сагала (Сіалкот). У книзі Мілінда Панха описані його розмови з великими буддистськими філософами того часу.

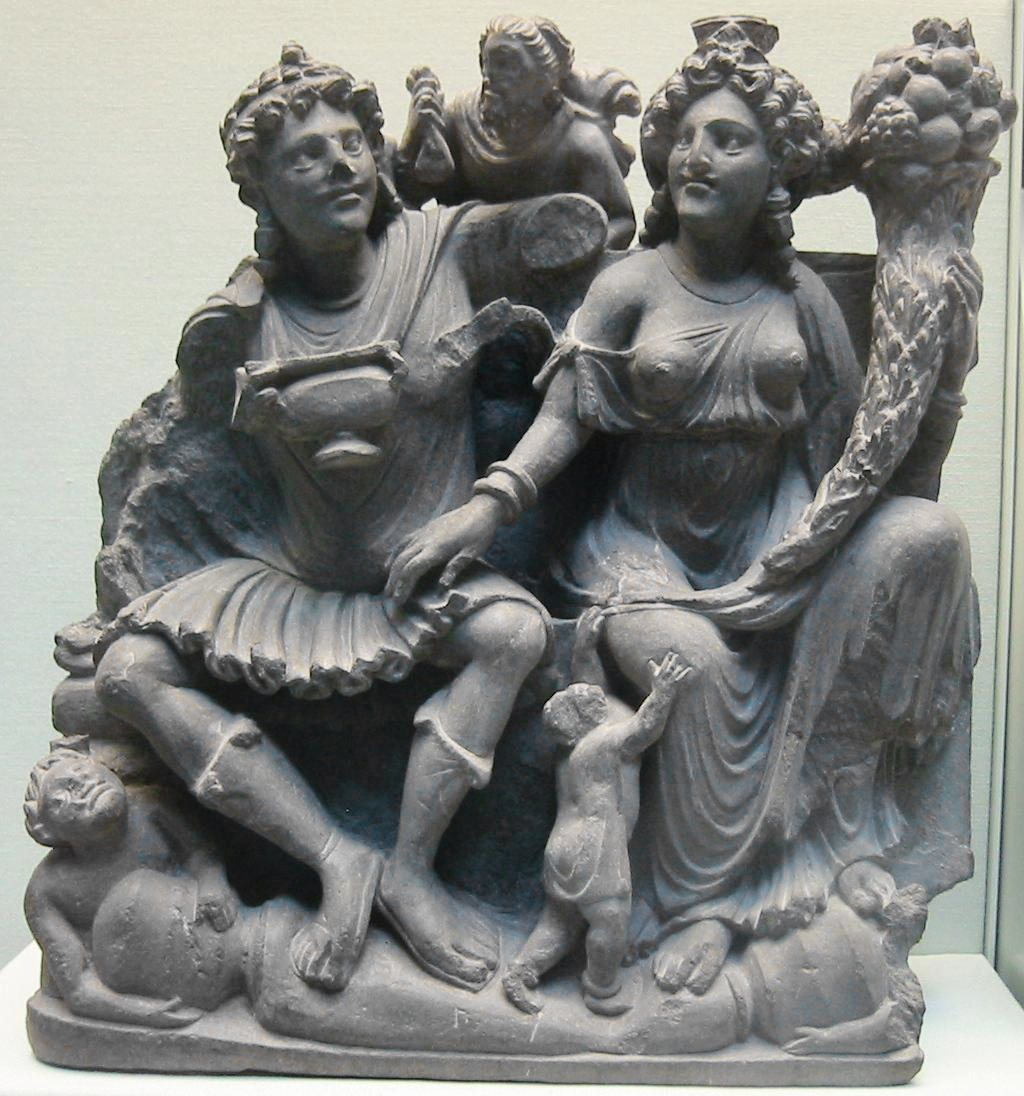
Буддійські божества Панчала (ліворуч) і Харіті (праворуч), III століття до н. е., Такт-і-Вахи, Гандхара, Британський музей

У 90 р. до н. е. парфяни захопили північний Іран і близько 50 р. до н. е. взяли території Афганістану під повний контроль Греції. Близько 7 р. н. е. була захоплена Гандхара. Парфяни привнесли в Гандхару грецькі традиції. Перші елементи гандхарского греко-буддистського мистецтва датуються 50 р. до н. е. — 75 р. н. е.

### Кушанське царство
Кушанське царство правління імператора Канішки було відомо як Гандхара. Канішка заохочував буддизм. Буддійське мистецтво розповсюджувалося за межі Гандхари в інші частини Азії. Під час правління цього імператора Будду вперше стали зображувати як людину. В Гандхарі розцвів махаянский буддизм.

## Поширення дгарми

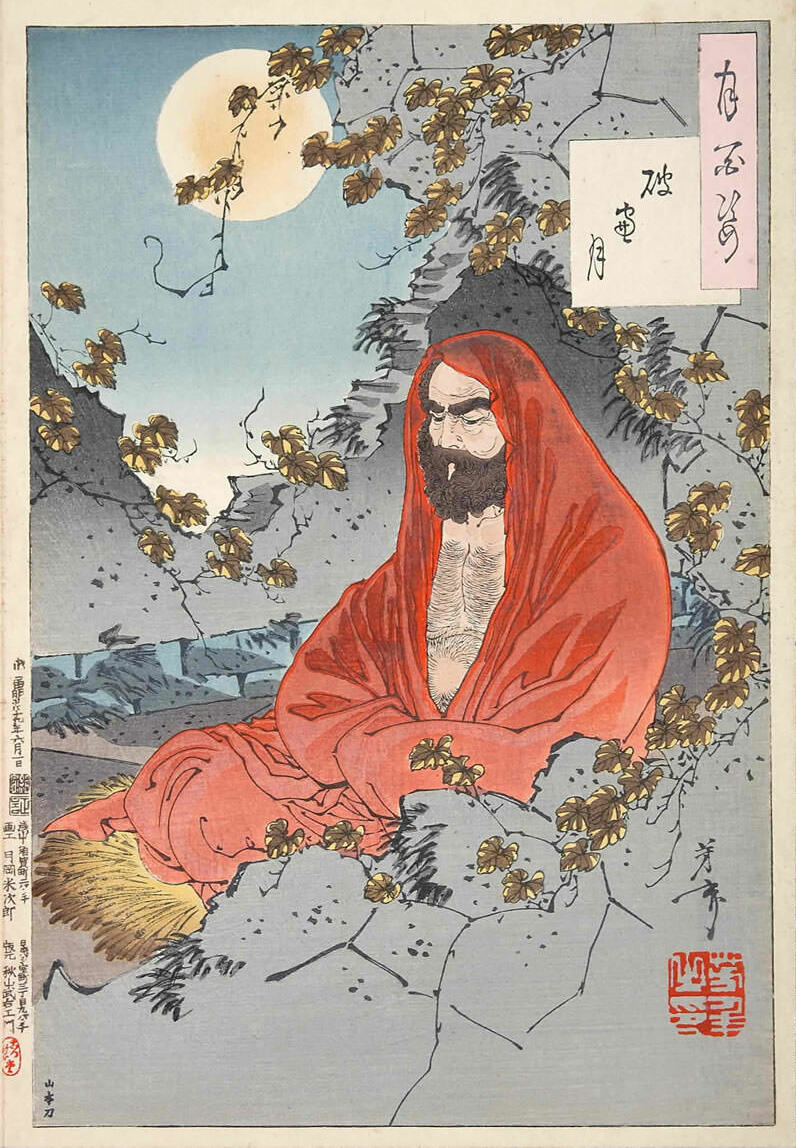
Бодгідгарма, зображення надруковано Йошитоші, 1887 р.

Місіонери буддизму поширювали вчення в різних країнах, у тому числі в Східній і Центральній Азії.
В «Указах» Ашоки згадуються елліністичні держави того періоду як новонавернені їм в буддизм країни. Посланці Ашоки, такі як Дхармаракшіта, описані в палійських джерелах як провідні грецькі («йона») буддистські ченці, активно проповідували буддизм (Махавамса, XII).
Римські історичні повідомлення розповідають про посланців «індійського царя Пандіона (Пандья), також званого Порус», до Цесаревича Августа в I столітті. Посланці (шрамани) подорожували з дипломатичними листами у Стародавню Грецію, в Афіни, щоб розповісти про свою віру. Про це пише Ніколаус Дамаський, який бачив посланців в Антіохії. Надгробки, зроблені для шраманів, збереглися до часів Плутарха, який згадав їх у «ΖΑΡΜΑΝΟΧΗΓΑΣ ΙΝΔΟΣ ΑΠΟ ΒΑΡΓΟΣΗΣ» («Шраманський майстер з Барігази, що в Індії»).
Локакшема вперше переклав махаянські тексти на китайську мову. Гандхарські ченці Джнянагупта і Праджня переклали на китайську санскритські сутри.
Індійський наставник дх'яни Буддабхадра був засновником і патріархом Шаоліня. Буддистський чернець і майстер езотеричної практики з Північної Індії (VI століття) Бодхірукі відомий як патріарх школи Ділунь. Бодгідгарму (сер. VI століття) традиційно вважають засновником школи Чань в Китаї.
У VIII столітті індійський монах, засновник Йогачара-Мадг'яміки Шантаракшіта, в майбутньому керівник університету Наланда, прибув в Тибет для установи буддійських інститутів на запрошення царя Тисрондецана. Пізніше з ініціативи Шантаракшіти для проповіді тантричних навчань був запрошений Падмасамбхава (санскр. «Народжений з лотоса»). В Бутані та Тибеті він більше відомий як Гуру Рінпоче («Дорогоцінний Вчитель»), а послідовники школи Ньїнґма вважають його другим Буддою.
Індійський монах Атіша був автором вчення вправи розуму (тиб. лоджонг). Він заснував тибетську школу Кадампа.
Деякі індійські ченці, такі, як Атіша, для проповіді буддизму подорожували в Індонезію.

## Занепад буддизму в Індії
Популярність раннього буддизму ґрунтувався на підтримці з боку місцевих буддійських правителів Маґадги, Кошали, кушанських імператорів і імператорів Пали. Як тільки правителі перестали симпатизувати буддистам, почався занепад цього вчення. Деякі індійські правителі використовували буддизм для виправдання своїх військових задумів, що також скомпрометувала вчення.
Після падіння в XII столітті останнього підтримувальника буддизма імператора з династії Впала стан ще більше погіршився. Продовжився занепад з приходом мусульманських завойовників, знищували монастирі і спроби поширення ісламу в даному регіоні.

### Вплив індуїзму
Індуїзм виявився більш зрозумілим та прийнятним шляхом для простих віруючих Індії, ніж буддизм.
У період між 400 до н. е. і 1000 н. е. видно збільшення кількості індуїстів за рахунок буддистів.

#### Вторгнення білих гунів
Китайські вчителі, які вирушали в Індії в V—VIII століттях — Фасянь, Сюаньцзан, Іцзин, Хуйшень, Сун Юнь, — пишуть про занепад буддійської санґги, особливо за часів вторгнення білих гунів.

#### Тюркські мусульманські завойовники
Мусульманські завойовники на Індійському півострові були першими великими іконоборцями, вторгшимися в Південну Азію. В результаті випадкових одиничних нападів на індуїстські храми, вони завдали незначної шкоди індуїстським святиням, але буддисти постраждали більше, так як набіги зруйнували ступи майже по всій території Північної Індії. Потрібно також відзначити, що буддистські храми в Індії були бідні і покладалися на заступництво правителів і торговців.

### Розвиток буддистських традицій у часі
В XII столітті, коли мусульмани почали вторгнення в Індію боєм під Гуридом, багато монастирів переживали суворі часи. Вважається, що монастирі з часом відійшли від повсякденного життя Індії і що індійський буддизм не мав ритуалів і священиків. Пересічні індійці ж для відправлення ритуалів зверталися до брахманів.

## Відродження буддизму в Індії

### Анагаріка ДхармапалаіГромада Махабодхі
Відродження буддизму в Індії почалася в 1881 році, коли глава буддистів Шрі-Ланки Анагаріка Дхармапала створив Махабодхі Суспільство. Буддизм почав знову поширюватися в Індії. У червні 1892 року була організована зустріч буддистів в Дарджилінгу. Дхармапала звернувся до тибетських соратників і представив слід Будди, який відіслав Далай-ламі.
Дхармапала побудував багато віхар і храмів в Індії, включаючи один в Сарнатхі, місці першої проповіді Будди. Він помер в 1933 році. Потім його спадкоємці поставили йому пам'ятник в Делі в 1935 році.

### Бенгальська буддійська асоціація
У 1892 році Кріпасаран Махастхавір створив товариство бенгальських буддистів (Бауддха Дхарманкур Сабха) у Колкаті. Кріпасаран (1865—1926) зробив значний внесок в об'єднання буддистських громад Бенгалії і північно-східної Індії. Він також створив філію товариства бенгальських буддистів в Шімлі (1907), Лакхнау (1907), Дібрагарху (1908), Ранчі (1915), Шиллонгу (1918), Дарджилінгу (1919), Татанагар Джамшедпурі (1922), а також у Сакпурі, Сатбарії, Ноапарі, Унінепурі в регіоні Читтагонг сучасного Бангладеш.

### Тибетський буддизм

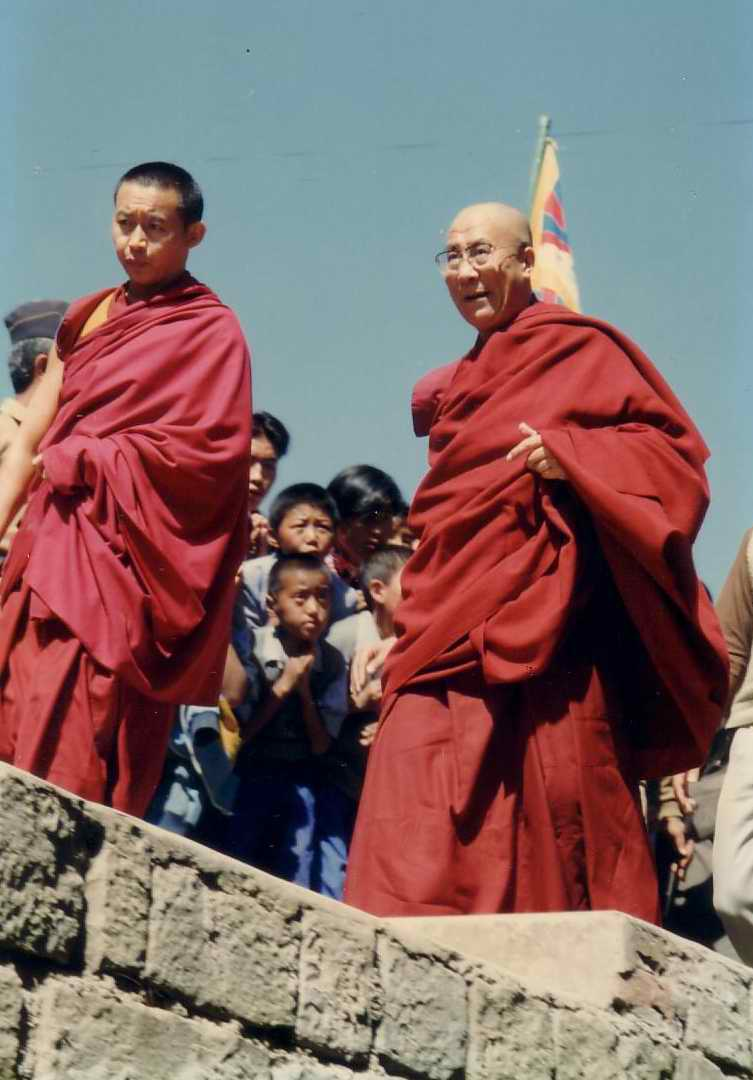
Індія є домом для Його Святості Тензіна Г'яцо, чотирнадцятого Далай-лами

Індійський прем'єр-міністр Джавахарлал Неру дозволив Далай-ламі, вигнанцю з Тибету, і його послідовникам заснувати «Тибетський уряд у вигнанні» в Дхарамсалі.
Тибетські вигнанці в кількості кілька тисяч людей влаштувалися в місті. Велика частина з них живе у верхній Дхарамсалі, або МакЛеод Ганджі, де вони облаштували монастирі, храми та школи. Місто іноді навіть називають «маленька Лхаса» на честь столиці Тибету. В даний час місто стало одним із світових центрів буддизму.
Значні буддійські монастирські громади склалися в тибетських сеттльментах в штаті Карнатака, де засновані репліки найбільших монастирів Центрального Тибету — Дрепунга, Сера, Гадена. У Гоман-дацані монастиря Дрепунг традиційно отримують буддійську освіту вихідці з буддійських регіонів Росії і ближнього зарубіжжя — Бурятії, Калмикії, Туви, Монголії.

### Далитський буддистський рух
Рух буддистів, прихильників відродження, в середовищі касти недоторканних (даліти, пареї) почався в 1890-х роках головами далітів, в тому числі Ійотиєю Тхассом, Брахманандою Редді і Дхарманандою Косамбі. У 1956 Б. Р. Амбедкар з послідовниками звернувся до буддизму, з чого почався масовий перехід далітів в буддизм.

### Рухвіпасана
Буддистська традиція медитації стає все популярнішою в Індії. Багато структур, як урядові, так і приватного сектора, враховують це при наймі на роботу. Практикується таке зазвичай у середнього класу індійців. Рух вже має силу і в інших країнах, як у Європі, так і в Америці та Азії.